# Lempzours

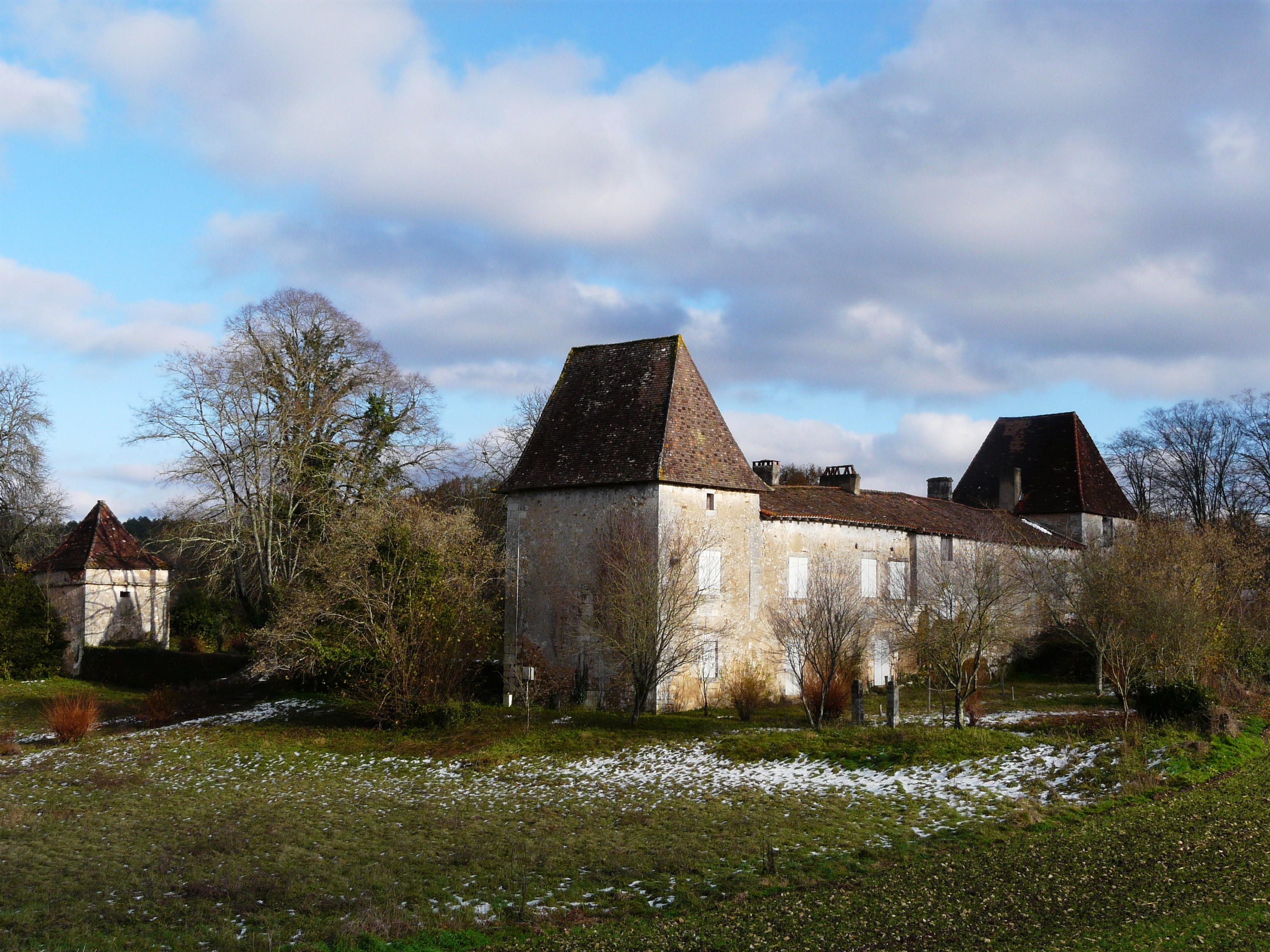
Landhuis

Lempzours is een gemeente in het Franse departement Dordogne (regio Nouvelle-Aquitaine) en telt 123 inwoners (2004). De plaats maakt deel uit van het arrondissement Nontron.

## Geografie
De oppervlakte van Lempzours bedraagt 11,0 km², de bevolkingsdichtheid is 11,2 inwoners per km².
De onderstaande kaart toont de ligging van Lempzours met de belangrijkste infrastructuur en aangrenzende gemeenten.

## Demografie
Onderstaande figuur toont het verloop van het inwonertal (bron: INSEE-tellingen).